# Al-Manzila
Al-Manzila (także: Al-Manzala, arab. المنزلة) – miasto w Egipcie, nad kanałem Al-Bahr as-Saghir, na południe od Jeziora Manzala. W 2006 roku liczyło 75 034 mieszkańców.